# Динамик (группа)
«Дина́мик» — советская рок-группа. Возникнув в 1982 году, она сразу завоевала известность, как оригинальная рок-группа «новой волны».

## История

### Рок-группа «Динамик»
Московская группа «Динамик» была организована в 1982 году. Основу репертуара группы составили песни Владимира Кузьмина. В июне 1982 группа была зарегистрирована под названием «Динамик» при Ташкентском государственном цирке, в первый состав которой таким образом вошли: Владимир Кузьмин (автор песен, вокал, гитара, скрипка, флейта, саксофон), Юрий Чернавский (музыкальный продюсер, аранжировщик, клавишные, саксофон), Сергей Рыжов (бас-гитара, вокал), Юрий Китаев (барабаны, перкуссия). Уже осенью 1982 года Юрия Чернавского сменил Александр Кузьмин (клавишные).

### Концертная деятельность и распад рок-группы «Динамик»
Несмотря на отсутствие поддержки со стороны «официального» радио и телевидения, концерты «Динамика» неизменно собирали полные залы. Громкий успех выпал на долю первого же магнитоальбома группы. Прессой «Динамик» был признан лучшим ансамблем 1983 года, а все его музыканты вошли в топ-списки.
Оригинальным для стиля «Динамика» стал подчёркнутый отказ от пафоса, характеризовавшего «советский рок» эпохи застоя. «Динамик», возможно, впервые продемонстрировал, как можно петь о серьёзном без особой патетики. При этом музыкантам удалось привнести в рок-композицию и рок-исполнение профессионализм, в целом несвойственный отечественному андеграунду тех лет. При явной опоре на классический рок, музыканты активно использовали элементы регги, «новой волны» и даже джаза.
Наряду с ироничными и сатирическими сюжетами большое место в репертуаре отводилось лирике. Само обращение «Динамика» к лирике (в те годы она была «не в моде»; рок обязан был иметь «социальное» лицо) можно считать ещё одной специфической чертой его стиля. В исполнении группы лирика всегда неабстрактна, всегда обращена к людям, к их повседневной жизни и земным страстям.
«Первый» «Динамик» просуществовал не так уж долго, но успел, тем не менее, стать крупным явлением в музыкальной жизни первой половины 80-х, — явлением, вполне достойным того, чтобы иметь продолжение…
В конце 1983 года, благодаря распространению самиздатом двух первых альбомов, рок-группа «Динамик» была названа лучшей в СССР по итогам первого в советской практике опроса экспертов, проведённого газетой «Московский комсомолец» среди примерно тридцати журналистов и рок-деятелей из Москвы, Ленинграда и Таллина. Первая десятка в категории «Ансамбли» выглядела следующим образом: 1. «Динамик». 2. «Машина времени». 3. «Аквариум». 4. «Автограф». 5. «Диалог». 6. «Руя». 7. «Рок-отель». 8. «Магнетик бэнд». 9. «Круиз». 10. «Земляне».

Я знал всех музыкантов в стране и понимал, что наша группа самая продвинутая в стране, потому что все остальные выходили на сцену или профессионально не готовыми, или только за деньги. А мы очень хотели играть и сутками не вылезали из студии, получая ломовой кайф. Слушали очень много музыки, играли, экспериментировали с разными стилями, потом синтезировали их и снова что-то пробовали. <...> Искали новые приёмы в аранжировках и репетировали как ненормальные. Насколько я знаю, этим вообще в стране никто не занимался. Был Андрюша Макаревич, который лихо веселил студентов своими «Поворотами», был Боря Гребенщиков, который сурово карал советскую власть — им ни филигранная техника, ни чистый стиль были ни к чему. Спроса не было. А мы вдумчиво долбили новейший музон — нам была интересна сама музыка, фирменный звук, профессиональная техника исполнения».
— Ю. Чернавский

### Владимир Кузьмин и группа «Динамик» (1983—1985)
После ухода Чернавского, Китаева и Рыжова Владимир Кузьмин пригласил в группу «Динамик» новых музыкантов — своего брата Александра, Сергея Евдоченко (клавишные) и Юрия Рогожина (барабаны), и в ноябре 1983 года группа после перерыва возобновила выступления, но уже в качестве аккомпанирующего коллектива солиста Владимира Кузьмина.
Владимир Кузьмин совершенствовал своё мастерство автора-исполнителя, и его имя, как солиста-певца, стало звучать по всей стране. Он начал выступать и записывать новые альбомы под названием «Владимир Кузьмин и группа „Динамик“».
В 1985 году группой был выпущен альбом «Музыка телеграфных проводов». По неизвестным причинам альбом был запрещён в СССР, и на данный момент сохранился только в оцифровке с катушечных записей. Впрочем, несколько песен с него переиздавались на антологиях группы «Динамик» и Кузьмина.

### Последующие составы (с 1987)
См. информацию в статье Кузьмин, Владимир Борисович.

## Дискография

### Альбомы рок-группы «Динамик» (1982)
- 1982 — Динамик I
  - Делай физзарядку (39-й круг)
  - По-прежнему вдвоём (Капюшон)
  - Музыканты (В воскресный день)
  - Тоска
  - Телефон
  - Почему мы пьём вино?
  - Кто не успел, тот опоздал
  - На пляже (Плещет волна)
- 1982 — Динамик II
  - Проявленные лица
  - Мама, я попал в беду
  - Мама купила мне гитару
  - Ливень
  - Берега
  - Теряю тебя
  - Спортлото
  - Пусть играет музыка

### Владимир Кузьмин и группа «Динамик» (с 1983)
Константин Воскресенский (клавишные), Роман Левченко (бас-гитара), Алексей Маслов (ударные) (31 октября 1958 — 3 августа 2023)
См. дискографию в статье Кузьмин, Владимир Борисович.